# Borówki (województwo wielkopolskie)
Borówki – wieś w Polsce położona w województwie wielkopolskim, w powiecie chodzieskim, w gminie Szamocin. Niedaleko wsi znajduje się zabytkowy cmentarz katolicki z 2 połowy XIX w.
W latach 1975–1998 miejscowość administracyjnie należała do województwa pilskiego.

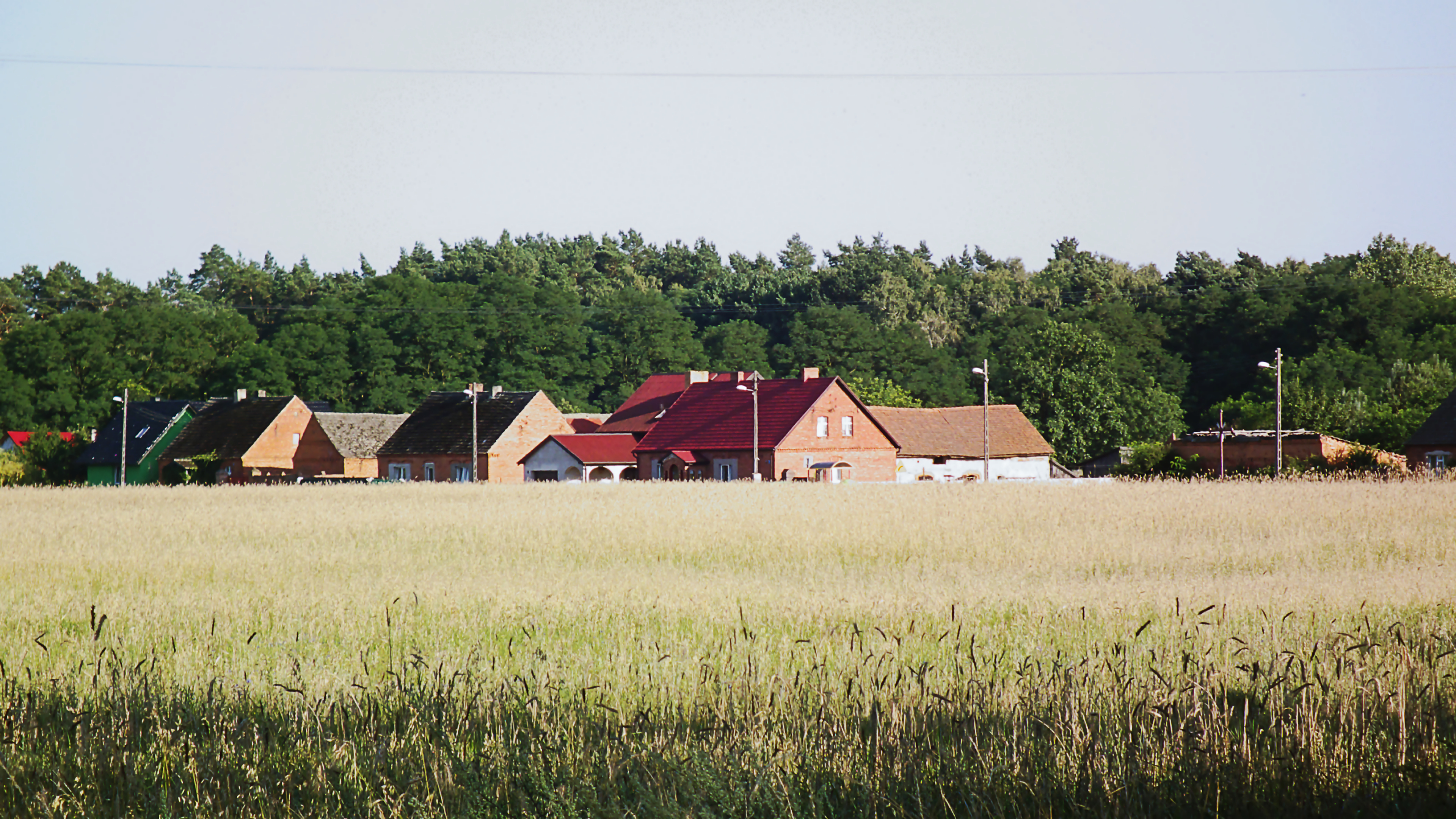
Panorama wsi
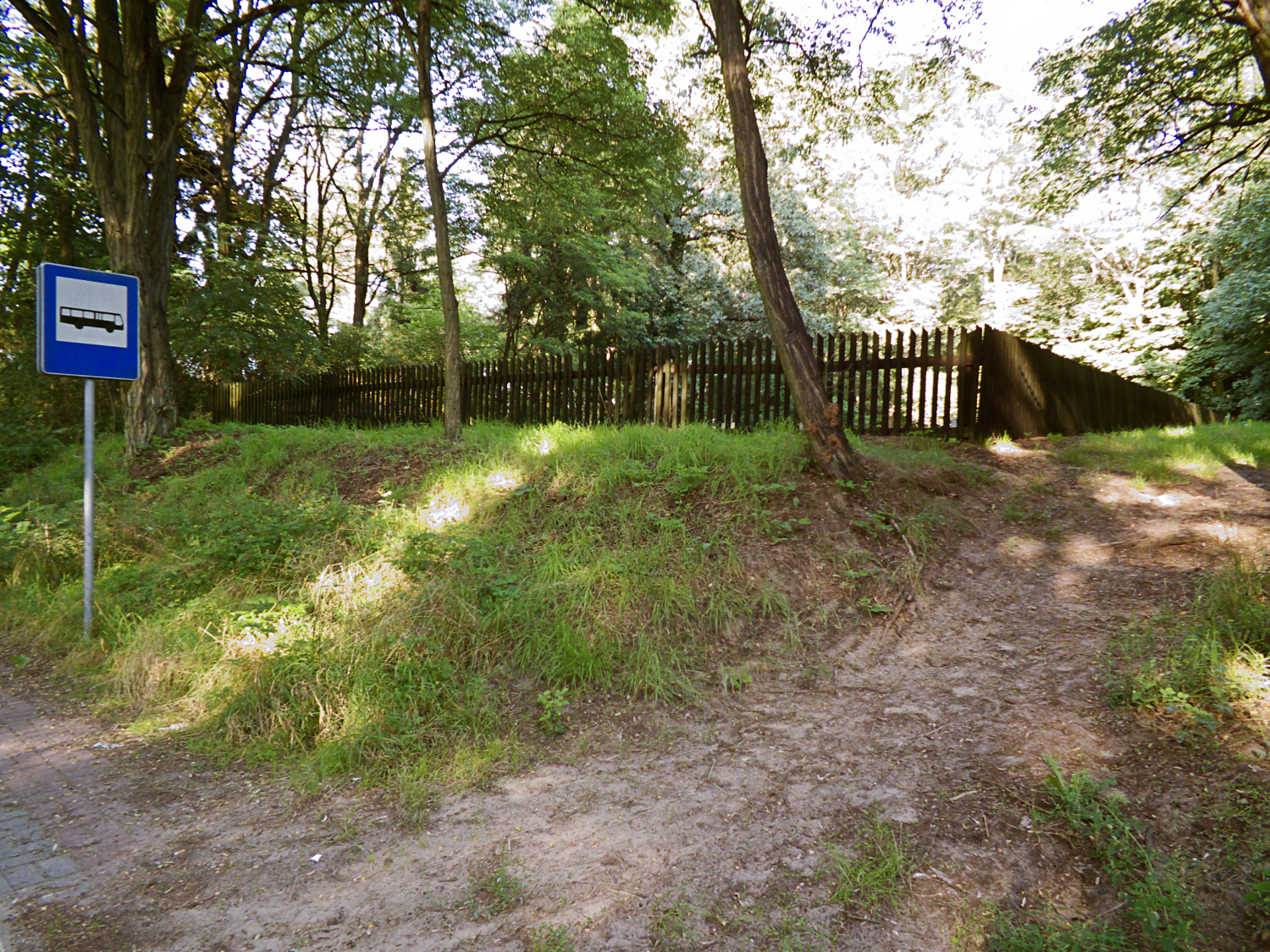
Dojście na cmentarz
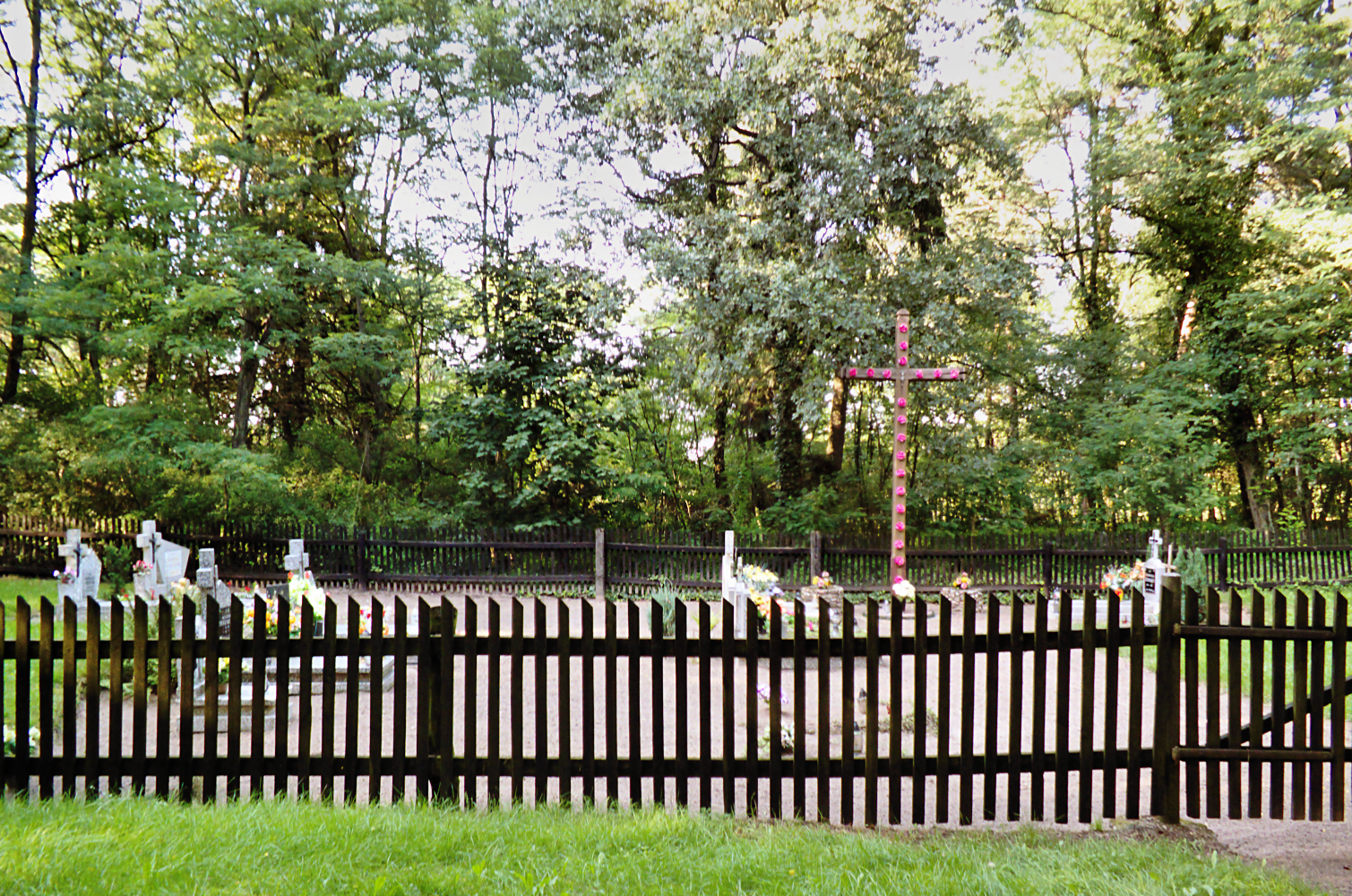
Zabytkowy cmentarz
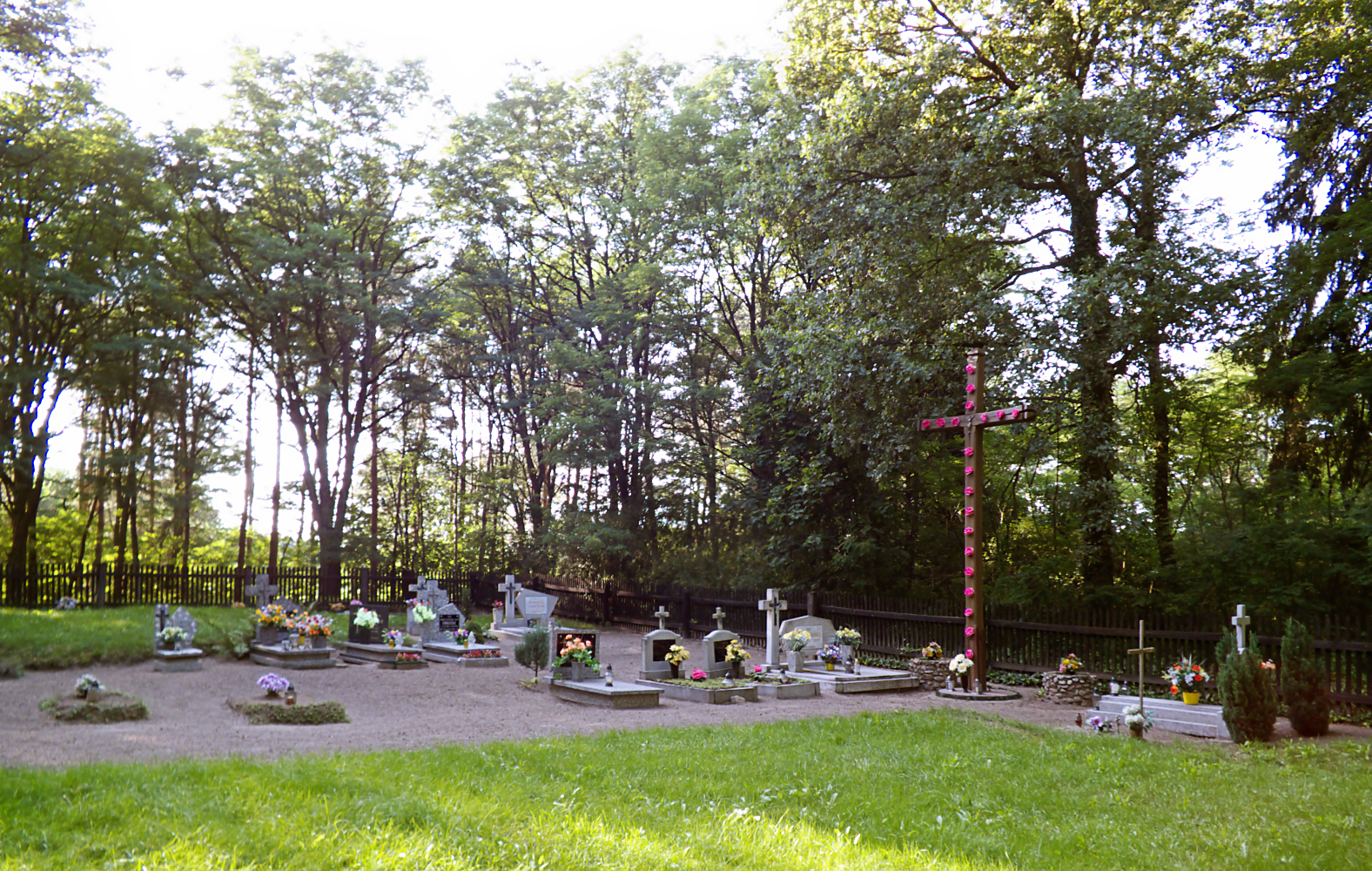
Zabytkowy cmentarz